# Hermine Lesser
Hermine Lesser (* 28. August 1853 in Berlin; † 13. Januar 1943 im Ghetto Theresienstadt) war eine deutsche Frauenrechtlerin, die Opfer der Judenverfolgung im Nationalsozialismus wurde.

## Leben

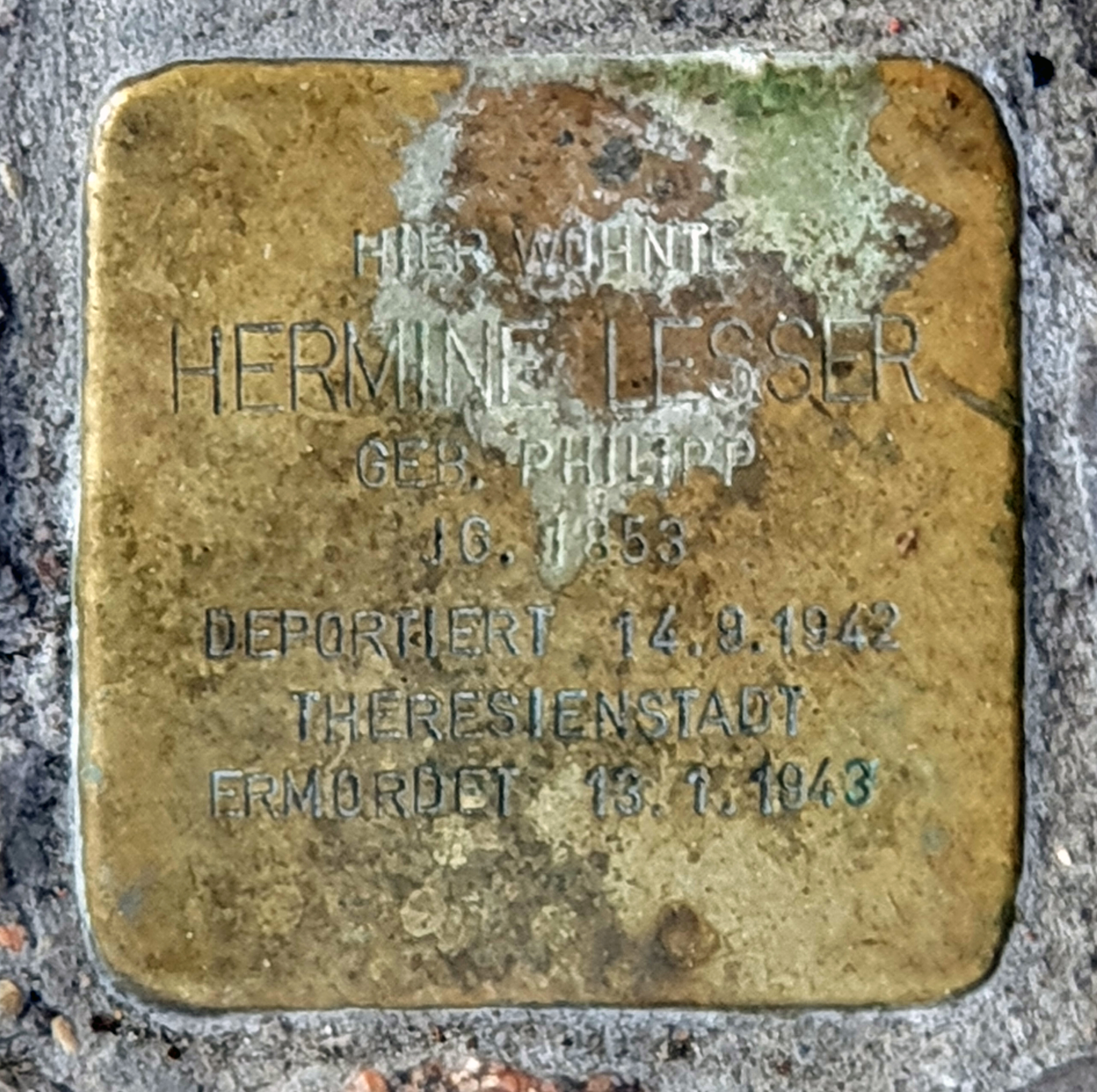
Stolperstein am Haus, Marburger Straße 5, in Berlin-Charlottenburg

Lesser wurde 1853 als Hermine Philipp in eine wohlhabende jüdische Kaufmannsfamilie geboren und hatte zwei Schwestern. 1880 heiratete sie den Textilfabrikanten Paul Lesser (* 1846), mit welchem sie zwei Töchter hatte: Dorothee Philippine Martha, genannt Dora (* 1882), und Adele Adolfine, genannt Ada (* 1886). 1939 mussten ihre Töchter nach Frankreich bzw. Argentinien ins Exil gehen. Lesser blieb auch nach der Machtübernahme der Nationalsozialisten in Berlin und wurde Opfer antisemitischer Ausgrenzung und Verfolgung. Am 15. September 1942 wurde sie als fast 90-jährige mit der Transportnummer 09823 in einem sogenannten „Altentransport“ in das Ghetto Theresienstadt deportiert, wo sie am 13. Januar 1943 starb.

„Wie hat sich seit gestern mein Leben geändert“, schrieb sie den Enkelkindern: ‚Die Alten sind jetzt an der Reihe. Meine Transport-Nummer ist 09823.‘ Sie gehe mit, ‚weil man an Tatsachen nichts ändern kann‘ und „halte den Kopf oben, denn wir haben uns nichts vorzuwerfen; will gerne durchhalten, da ich den Wandel der Zeiten zu unseren Gunsten gerne miterleben möchte.“

## Engagement
Lesser war Wegbegleiterin von Adele Schreiber, Rosika Schwimmer und Alice Salomon. Sie engagierte sich in der Wohlfahrtspflege und der Frauenbewegung. Von 1923 bis 1933 war sie Mitglied im Vorstand des Volksbund Deutsche Kriegsgräberfürsorge und vertrat dort den Jüdischen Frauenbund. Weiterhin war sie Leiterin der Berliner Rechtsschutzstelle für Frauen und Vorsitzende des Vereins Israelitisches Heimathaus und Volksküche e. V.

## Nachlass und Nachwirken
Der Briefwechsel Hermine Lessers mit Verwandten in Holland wird im Institut für Zeitgeschichte aufbewahrt und stellt ein „bewegendes Dokument des deutsch-jüdischen Alltags im Ausnahmezustand“ dar. Er wird für wissenschaftliche Forschungen genutzt und fand als Quelle Platz in Publikationen. Weiterhin wurde der briefliche Nachlass für eine Hörfassung in der Reihe „Die Quellen sprechen“ genutzt.
Am 7. Oktober 2020 wurde in der Marburger Straße 5 im Gedenken an Hermine Lesser ein Stolperstein gesetzt.